# グルタロニトリル
グルタロニトリル（英: Glutaronitrile）はジニトリルの一種。

## 製法
1,3-ジブロモプロパンとシアン化カリウムとの反応により得られる。
Br(CH2)3Br + 2KCN → NC(CH2)3CN + 2KBr

## 用途
2,6-ジアミノピリジン（DAP）の原料となる。DAPは染料、殺虫剤、硬質ロッドポリマーの原料のモノマーの出発材料となる。

## 安全性
日本の消防法では危険物第4類・第3石油類（非水溶性）、毒物及び劇物取締法上は劇物に区分される。